# Cagliari Calcio
Cagliari Calcio – włoski klub piłkarski z siedzibą w mieściena Sardynii, założony w 1920 roku.
W sezonie 2025/2026 występuje w rozgrywkach Serie A. Ostatnie lata spędził balansując między pierwszą a drugą ligą. Jedyne scudetto Cagliari zdobyło w 1970 roku, a do tego sukcesu w głównym stopniu doprowadził najlepszy strzelec reprezentacji Włoch - Luigi Riva. W 2003 roku kontrakt z Cagliari podpisała największa gwiazda piłki nożnej z Sardynii - Gianfranco Zola, piłkarz Chelsea F.C. i reprezentacji Włoch. Zespół obecnie rozgrywa swoje spotkania na Sardegna Arena który może pomieścić 16 233 widzów. W 2015 roku po spadnięciu do Serie B zespół zmienił swój dotychczasowy herb. W tym samym sezonie karierę zakończyła klubowa legenda Daniele Conti.
W sezonie 2015/2016 Cagliari występowało w Serie B (2 liga). Drużyna zakończyła sezon na pierwszym miejscu z 83 punktami na koncie gwarantując sobie awans do Serie A. Zawodnicy grali w najwyższej włoskiej lidze aż do sezonu 2021/2022, który zakończył się ponownym do Serie B, by po roku w drugiej lidze włoskiej (sezon 2022/2023) znowu awansować do Serie A.

## Sukcesy
- Campionato Meridionale(inne języki)(Mistrzowie południa) (1): 1928/1929
- Mistrzostwo Serie C (4): 1930/1931,1951/1952, 1961/1962, 1988/1989
- Mistrzostwo Włoch (1): 1969/1970
- Mistrzostwo Serie B (1): 2015/2016
- Puchar Serie C (1): 1989

## Obecny skład
Stan na 17 stycznia 2024
| Nr | Poz. | Piłkarz              |
| -- | ---- | -------------------- |
| 22 | BR   | Simone Scuffet       |
| 1  | BR   | Boris Radunović      |
| 18 | BR   | Simone Aresti        |
| 4  | OB   | Alberto Dossena      |
| 17 | OB   | Pantelis Hatzidiakos |
| 23 | OB   | Mateusz Wieteska     |
| 33 | OB   | Adam Obert           |
| 3  | OB   | Edoardo Goldaniga    |
| 24 | OB   | Elio Capradossi      |
| 27 | OB   | Tommaso Augello      |
| 37 | OB   | Paulo Azzi           |
| 28 | OB   | Gabriele Zappa       |
| 99 | OB   | Alessandro Di Pardo  |
| 16 | PO   | Matteo Prati         |

| Nr | Poz. | Piłkarz                                          |
| -- | ---- | ------------------------------------------------ |
| 29 | PO   | Antoine Makoumbou                                |
| 25 | PO   | Ibrahim Sulemana                                 |
| 8  | PO   | Nahitan Nández                                   |
| 14 | PO   | Alessandro Deiola                                |
| 6  | PO   | Marko Rog                                        |
| 10 | PO   | Nicolas Viola                                    |
| 21 | PO   | Jakub Jankto                                     |
| 19 | PO   | Gaetano Oristanio (Wypożyczony z Inter Mediolan) |
| 20 | PO   | Gastón Pereiro                                   |
| 5  | PO   | Marco Mancosu                                    |
| 38 | PO   | Jacopo Desogus                                   |
| 32 | NA   | Andrea Petagna (Wypożyczony z AC Monza)          |
| 77 | NA   | Zito Luvumbo                                     |
| 61 | NA   | Eldor Shomurodov (Wypożyczony z AS Roma)         |
| 9  | NA   | Gianluca Lapadula                                |
| 30 | NA   | Leonardo Pavoletti (Kapitan)                     |

Wypożyczenia
| Nr | Poz. | Piłkarz                                                |
| -- | ---- | ------------------------------------------------------ |
|    | OB   | Răzvan Marin (Wypożyczony do Empoli FC)                |
|    | OB   | Giorgio Altare (Wypożyczony do Venezia FC)             |
|    | PO   | Christos Kourfalidis (Wypożyczony do Feralpisalò)      |
|    | OB   | Davide Veroli (Wypożyczony do US Catanzaro 1929)       |
|    | NA   | Nik Prelec (Wypożyczony do WSG Tirol)                  |
|    | PO   | Isaías Delpupo (Wypożyczony do US Città di Pontedera)  |
|    | BR   | Giuseppe Ciocci (Wypożyczony do US Città di Pontedera) |
|    | OB   | Salvatore Boccia (Wypożyczony do Novara Calcio)        |
|    | OB   | Luigi Palomba (Wypożyczony do Olbia Calcio 1905)       |
|    | OB   | Christian Travaglini (Wypożyczony do Taranto FC 1927)  |
|    | PO   | Nicolò Cavuoti (Wypożyczony do Olbia Calcio 1905)      |
|    | NA   | Gianluca Contini (Wypożyczony do Olbia Calcio 1905)    |
|    | OB   | Francesco Zallu (Wypożyczony do Olbia Calcio 1905)     |

## Zastrzeżone numery
| Nr | Poz. | Piłkarz                               |
| -- | ---- | ------------------------------------- |
| 11 | NA   | Luigi Riva (1963–78)                  |
| 13 | OB   | Davide Astori (2008–14 - pośmiertnie) |

## Europejskie puchary
Legenda do wszystkich tabel:
- Q – runda eliminacyjna, 1/16, 1/8, 1/4, 1/2 – odpowiednia faza rozgrywek, Grupa – runda grupowa, 1r gr – pierwsza runda grupowa, 2r gr – druga runda grupowa, F – finał, R – runda, PO – play-off
- k. – rzuty karne, los. – losowanie, Dogr. – dogrywka, w. – zasada bramek strzelonych na wyjeździe

| Sezon   | Rozgrywki              | Runda | Klub               | Dom | Wyjazd | Ogólnie |
| ------- | ---------------------- | ----- | ------------------ | --- | ------ | ------- |
| 1969/70 | Puchar Miast Targowych | 1R    | Aris FC            | 3–0 | 1–1    | 4–1     |
| 1969/70 | Puchar Miast Targowych | 2R    | FC Carl Zeiss Jena | 0–1 | 0–2    | 0–3     |
| 1970/71 | Puchar Europy          | 1R    | AS Saint-Étienne   | 3–0 | 0–1    | 3–1     |
| 1970/71 | Puchar Europy          | 1/8   | Atlético Madryt    | 2–1 | 0–3    | 2–4     |
| 1972/73 | Puchar UEFA            | 1R    | Olympiakos SFP     | 0–1 | 1–2    | 1–3     |
| 1993/94 | Puchar UEFA            | 1R    | Dinamo Bukareszt   | 2–0 | 2–3    | 4–3     |
| 1993/94 | Puchar UEFA            | 2R    | Trabzonspor        | 0–0 | 1–1    | 1–1, w. |
| 1993/94 | Puchar UEFA            | 1/8   | KV Mechelen        | 2–0 | 3–1    | 5–1     |
| 1993/94 | Puchar UEFA            | 1/4   | Juventus F.C.      | 1–0 | 2–1    | 3–1     |
| 1993/94 | Puchar UEFA            | 1/2   | Inter Mediolan     | 3–2 | 0–3    | 3–5     |

## Strony klubowe
- Strona oficjalna (wł.)